# Quỹ Di sản Hồi giáo Al-Furqan
Quỹ Di sản Hồi giáo Al-Furqan là một tổ chức phi lợi nhuận có trụ sở tại London, chủ yếu làm việc liên quan đến việc thúc đẩy "nghiên cứu, lập danh mục, xuất bản, bảo tồn và bảo tồn các bản thảo về Hồi giáo trên toàn thế giới."
Nó được thành lập bởi cựu bộ trưởng dầu mỏ Arab Saudi Ahmed Zaki Yamani vào năm 1988. Kể từ đó, nó đã xuất bản nhiều tác phẩm trong lĩnh vực bản thảo Hồi giáo, trong đó chủ yếu là Bản khảo sát thế giới về các bản thảo Hồi giáo, trong đó liệt kê các bản thảo ở hơn một trăm quốc gia, và được mô tả là "một tác phẩm tiên phong bao gồm các bộ sưu tập tài liệu nghiên cứu Hồi Giáo chưa biết đến." 
Để hỗ trợ nghiên cứu của mình, al-Furqan đã thành lập một thư viện tham khảo, với hơn 10.000 đầu sách có sẵn miễn phí.